# Indíbil
Indíbil (m. 205 a.C.) foi um rei dos ilergetes, um povo pré-romano da península Ibérica.

## Aliança com Cartago
Aliado de Cartago até 210 a.C., levantou-se contra os romanos na Batalha de Cissa em 218 a.C. onde Cneu Cornélio Cipião Calvo o venceu e o expulsou de seus territórios, obrigando os ilergetes a pagarem impostos a Roma e entregarem reféns. Em 212 a.C., aliado novamente com o general cartaginês Asdrúbal Barca, venceu Cneu na Batalha de Cástulo, recuperando o trono e a autoridade de seu povo. Convencido da necessidade de manter a independência face a Roma e Cartago, ele continuou um difícil jogo de alianças militares em busca da proteção de seu povo e a conquista de outros povos vizinhos, menos combativos. Ciente da importância do território controlado pelos ilergetes no rio Ebro como passagem de Cartago a Roma e vice-versa, manteve fortes confrontos com ambos.
Em 217 a. C., Indíbil mantém esporádicos confrontos com as tropas romanas e chega a unir-se às expedições cartaginesas que tentam cruzar o Ebro, chegando a lutar contra os celtiberos, que em sua maioria apoiam a Roma. Embora em 211 a.C., Roma conquiste boa parte da península chegando até à atual Linares, na província de Jaén, os irmãos Cneu e Públio Cornélio Cipião vêem perder boa parte das conquistas ao mudar a política de alianças com os iberos. A vitória dos cartagineses sobre os romanos leva-os, em 210 a.C., a perderem quase todas as suas possessões e a encerrarem-se nos Pireneus. Indíbil pactua com os cartagineses em troca de entregar substanciais quantidades de prata e de reféns, incluindo sua própria esposa.

## Revolta contra os romanos
Em 209 a.C., ele compactua com o general romano Públio Cornélio Cipião Africano (filho do homônimo citado acima) para enfrentar Asdrúbal com o apoio dos edetanos, recebendo como recompensa a segurança das fronteiras ilergetes e a devolução de todos os reféns que Cartago tinha, mas devendo permanecer como rei vassalo. Em 208 a.C., volta a revoltar-se contra Roma pelas dificuldades em cumprir seus compromissos de vassalagem, porém Indíbil volta a ser capturado na Batalha de Bécula (junto à atual Santo Tomé). Posto em liberdade, em 207 a.C., Indíbil formou uma grande aliança com outros povos da Península Ibérica que enfrentou Roma, junto ao general cartaginês Magão, abrangendo praticamente a totalidade do vale do Ebro até a desembocadura e o norte da atual província de Castellón. Derrotado novamente por Cipião, teve de refugiar-se em seu território, agora mais reduzido, e enviar a Mandônio para que assinasse a paz com Cipião. Não contente, visto que Roma dominava já toda a península, formou outra grande aliança na qual liderou o último grande levante, com a maioria dos povos que ocupavam o nordeste da península, e cerca de 4.000 cavaleiros e 30.000 infantes, sendo derrotado e morto na batalha.

## Discussão sobre o nome de Indíbil
As fontes para conhecer a história de Indíbil procedem fundamentalmente de autores romanos. Entre estes, Tito Lívio utiliza o nome Indíbilis; Políbio denomina-o Andóbales. Outros utilizam o término Indebilis. Os autores contemporâneos consideram que Ando- e Indo-, e o sufixo -beles são de origem ibérica, embora uma minoria considere que se trata de uma construção híbrida entre o ibero e outras línguas indo-europeias. Também se sustenta a origem celta, e seu nome na dita língua era Atabels ou Atabeles. Este nome aparece escrito em uma moeda de Ampudia e alguns autores crêem que é a versão indígena do nome Indíbil com que lhe conheceram os romanos e que cita Políbio.